# Jaroslav Žampa
Jaroslav Žampa (7. dubna 1927 - ???) byl český a československý politik a poúnorový bezpartijní poslanec Národního shromáždění ČSSR.

## Biografie
Ve volbách roku 1960 byl zvolen do Národního shromáždění ČSSR za hlavní město Praha jako bezpartijní kandidát. Podílel se na projednání nové ústavy ČSSR z roku 1960. V Národním shromáždění zasedal do konce volebního období parlamentu, tedy do voleb v roce 1964.